# カルロス・ペレス (1990年生の捕手)
カルロス・エドゥアルド・ペレス（Carlos Eduardo Pérez, 1990年10月27日 - ）は、ベネズエラのカラボボ州バレンシア出身のプロ野球選手（捕手）。右投右打。MLBのシカゴ・カブス傘下所属。

## 経歴

### プロ入りとブルージェイズ傘下時代
2008年にアマチュア・フリーエージェントでトロント・ブルージェイズと契約を結び、プロ入りを果たした。契約後、傘下のルーキー級ドミニカン・サマーリーグ・ブルージェイズでプロデビュー。58試合に出場して打率.306、29打点、60安打を記録した。
2009年6月23日にルーキー級ガルフ・コーストリーグ・ブルージェイズへ異動した。43試合に出場して打率.291、1本塁打、21打点、41安打を記録した。
2010年6月18日にA-級オーバーン・ダブルデイズへ異動した。66試合に出場して打率.298、2本塁打、41打点、70安打を記録した。
2011年4月2日にA級ランシング・ラグナッツへ異動した。95試合に出場して打率.256、3本塁打、41打点、98安打を記録した。オフの12月8日に母国ベネズエラのウィンターリーグであるリーガ・ベネソラーナ・デ・ベイスボル・プロフェシオナルのレオネス・デル・カラカスに参加した。ここでは、2試合に出場した。
2012年は、まず前年同様にA級ランシングでプレーした。ここでは、71試合に出場して打率.275、5本塁打、40打点、75安打を記録した。

### アストロズ傘下時代
2012年7月20日に計10人が絡む大型トレードで、ヒューストン・アストロズへ移籍した。移籍後は、傘下のA+級ランカスター・ジェットホークスでプレーした。ここでは、26試合に出場して打率.318、10打点、28安打を記録した。
2013年4月1日にAA級コーパスクリスティ・フックスへ昇格した。ここでは、16試合に出場して打率.286、1本塁打、5打点、15安打を記録した。5月1日にAAA級オクラホマシティ・レッドホークスへ昇格した。ここでは、75試合に出場して打率.269、2本塁打、32打点、71安打を記録した。オフの10月9日にレオネス・デル・カラカスに参加した。20試合に出場して打率.271、8打点、16安打を記録した。
2014年は、前年同様にAAA級オクラホマシティでプレーした。88試合に出場して打率.259、6本塁打、34打点、78安打を記録した。オフには、レオネス・デル・カラカスに参加した。41試合に出場して打率.329、4本塁打、24打点、48安打を記録した。また、11月3日に40人枠に登録された。

### エンゼルス時代

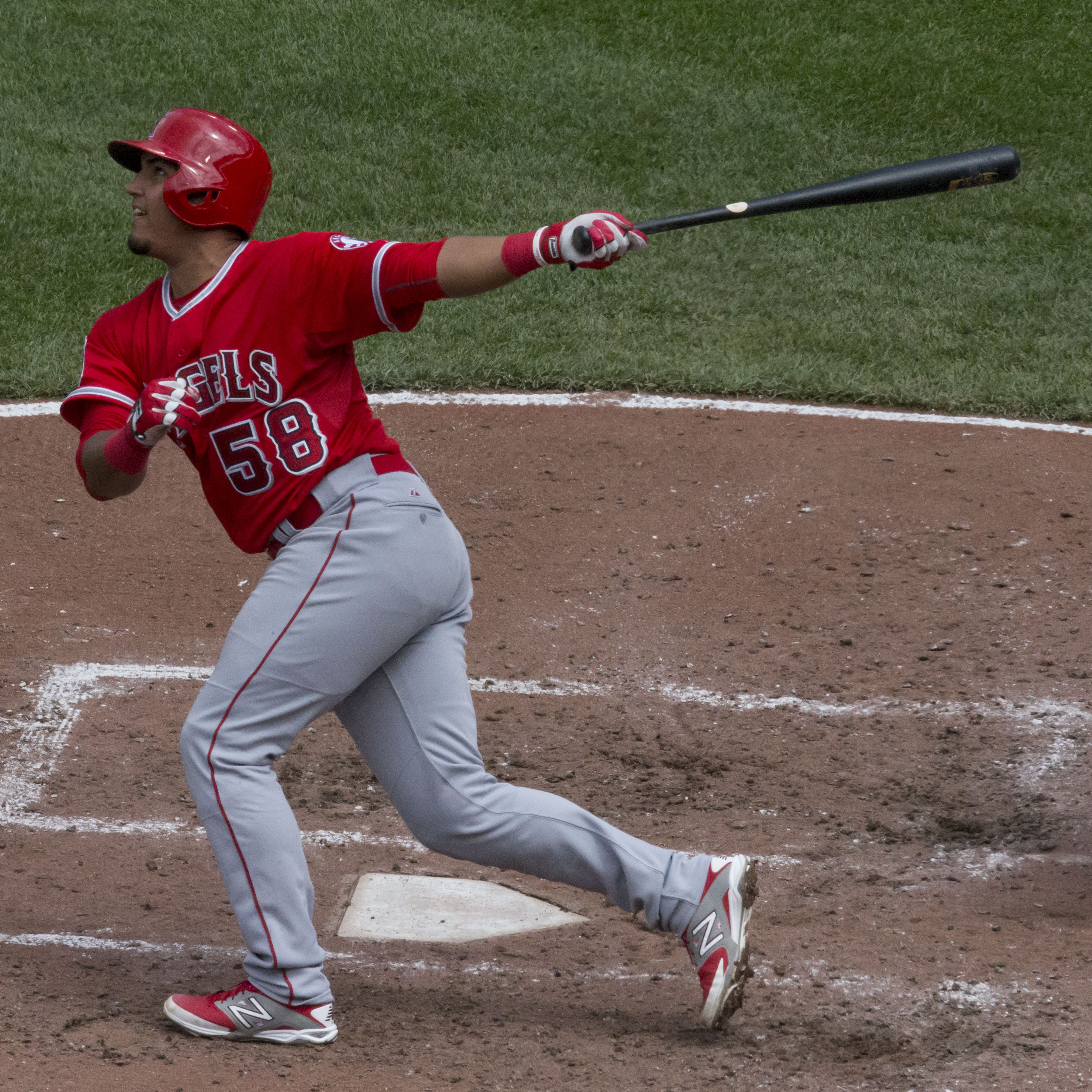
ロサンゼルス・エンゼルス時代
(2015年5月17日)

2014年11月5日にハンク・コンガーとのトレードで、ニック・トロピアーノと共にロサンゼルス・エンゼルス・オブ・アナハイムへ移籍した。
2015年4月4日に傘下のAAA級ソルトレイク・ビーズへ異動した。ここでは、17試合に出場して打率.361、2本塁打、12打点、26安打を記録した。5月4日にメジャーに初昇格し、翌5日のシアトル・マリナーズ戦でメジャーデビューを果たし、ドミニク・レオンから史上4人目となるサヨナラ本塁打を記録している。以後、コンスタントに出番を得てルーキーイヤーながら86試合に出場。打率.250、4本塁打、21打点、2盗塁という打撃成績を記録した。
2016年は87試合に出場して打率.209、5本塁打、31打点という成績を記録した。守備では、82試合で3失策、守備率.995、盗塁阻止率38%という成績を残した。
2017年は開幕から8月末までAAA級ソルトレイクでプレーした。9月1日にノーラン・フォンタナ、ジェイソン・ガーカ、フェルナンド・サラス、ノエ・ラミレスと共にセプテンバー・コールアップでメジャーに昇格した。この年メジャーでは11試合に出場して打率.100・1本塁打・3打点の成績を残した。
2018年3月28日、大谷翔平のメジャー契約に伴ってDFAとなった。

### ブレーブス時代
2018年3月31日にライアン・シンフとのトレードで、アトランタ・ブレーブスへ移籍した。4月27日にDFAとなった。

### レンジャーズ時代
2018年5月2日にウェイバー公示を経てテキサス・レンジャーズへ移籍した。7月16日にマイナー契約で傘下のAAA級ラウンドロック・エクスプレスへ配属された。8月25日に再びメジャー契約を結んでアクティブ・ロースター入りした。オフの11月2日にFAとなった。

### オリオールズ傘下時代
2019年1月8日にボルチモア・オリオールズとマイナー契約を結び、スプリングトレーニングに招待選手として参加することになった。シーズンではAA級ボウイ・ベイソックスとAAA級ノーフォーク・タイズでプレーし、2球団合計で102試合に出場して打率.243、14本塁打、60打点を記録した。オフの11月4日にFAとなった。

### アスレチックス傘下時代
2019年11月24日にオークランド・アスレチックスとマイナー契約を結び、2020年のスプリングトレーニングに招待選手として参加することになった。
2020年は新型コロナウイルスの影響でマイナーリーグの試合が開催されず、メジャーにも昇格しなかったため、公式戦の出場は無かった。オフの11月2日にFAとなったが、2021年2月2日にアスレチックスとマイナー契約で再契約を結び、スプリングトレーニングに招待選手として参加することになった。
2021年は傘下のAAA級ラスベガス・アビエイターズでプレーし、97試合に出場して打率.269、31本塁打、89打点を記録した。オフの11月7日にFAとなった。

### ロッキーズ傘下時代
2022年2月6日にコロラド・ロッキーズとマイナー契約を結んだ。シーズンでは傘下のAAA級アルバカーキ・アイソトープスでプレーし、117試合に出場して打率.254、31本塁打、87打点を記録した。オフの11月10日にFAとなった。

### アスレチックス復帰
2023年3月16日にメキシカンリーグのモンクローバ・スティーラーズと契約を結んだと報じられたが、19日にアスレチックスとマイナー契約を結んだ。シーズン開幕はメジャーで迎え、4月1日のエンゼルス戦で5年ぶりとなるMLB公式戦出場を果たした。同年オフの10月16日にマイナー契約で再契約を結び、2024年1月5日に契約を結び直した。また、同じ時期に自身にとって9年ぶりとなるLVBPに参加し、ナベガンテス・デル・マガジャネスに所属した。
2024年のスプリングトレーニングには招待選手として参加したが、開幕はAAA級ラスベガスで迎えた。同年は一度もメジャーに昇格することは無く、オフの11月4日にFAとなった。

### カブス傘下時代
2024年12月17日にシカゴ・カブスとマイナー契約を結び、2025年のスプリングトレーニングに招待選手として参加することになった。併せてAAA級アイオワ・カブスに配属されている。

## 詳細情報

### 年度別打撃成績
| 年 度    | 球 団    | 試 合 | 打 席 | 打 数 | 得 点 | 安 打 | 二 塁 打 | 三 塁 打 | 本 塁 打 | 塁 打 | 打 点 | 盗 塁 | 盗 塁 死 | 犠 打 | 犠 飛 | 四 球 | 敬 遠 | 死 球 | 三 振 | 併 殺 打 | 打 率 | 出 塁 率 | 長 打 率 | O P S |
| -------- | -------- | ----- | ----- | ----- | ----- | ----- | -------- | -------- | -------- | ----- | ----- | ----- | -------- | ----- | ----- | ----- | ----- | ----- | ----- | -------- | ----- | -------- | -------- | ----- |
| 2015     | LAA      | 86    | 283   | 260   | 20    | 65    | 13       | 0        | 4        | 90    | 21    | 2     | 0        | 2     | 2     | 19    | 0     | 0     | 49    | 7        | .250  | .299     | .346     | .645  |
| 2016     | LAA      | 87    | 291   | 268   | 25    | 56    | 16       | 0        | 5        | 87    | 31    | 1     | 0        | 8     | 2     | 12    | 0     | 1     | 49    | 6        | .209  | .244     | .325     | .568  |
| 2017     | LAA      | 11    | 21    | 20    | 1     | 2     | 0        | 0        | 1        | 5     | 3     | 0     | 0        | 0     | 0     | 1     | 0     | 0     | 6     | 0        | .100  | .143     | .250     | .393  |
| 2018     | ATL      | 8     | 22    | 21    | 0     | 3     | 0        | 0        | 0        | 3     | 0     | 0     | 0        | 0     | 0     | 1     | 0     | 0     | 6     | 1        | .143  | .182     | .143     | .325  |
| 2018     | TEX      | 20    | 53    | 49    | 1     | 7     | 2        | 0        | 1        | 12    | 3     | 1     | 0        | 2     | 0     | 1     | 0     | 1     | 15    | 3        | .143  | .176     | .245     | .421  |
| '18計    | TEX      | 28    | 75    | 70    | 1     | 10    | 2        | 0        | 1        | 15    | 3     | 1     | 0        | 2     | 0     | 2     | 0     | 1     | 21    | 4        | .143  | .178     | .214     | .392  |
| 2023     | OAK      | 68    | 189   | 168   | 17    | 38    | 4        | 0        | 6        | 60    | 20    | 0     | 0        | 1     | 3     | 13    | 0     | 4     | 40    | 4        | .226  | .293     | .357     | .650  |
| MLB：5年 | MLB：5年 | 280   | 859   | 786   | 64    | 171   | 35       | 0        | 17       | 257   | 78    | 4     | 0        | 13    | 7     | 47    | 0     | 6     | 165   | 21       | .218  | .265     | .327     | .592  |

- 2024年度シーズン終了時

### 年度別投手成績
| 年 度    | 球 団    | 登 板 | 先 発 | 完 投 | 完 封 | 無 四 球 | 勝 利 | 敗 戦 | セ 丨 ブ | ホ 丨 ル ド | 勝 率 | 打 者 | 投 球 回 | 被 安 打 | 被 本 塁 打 | 与 四 球 | 敬 遠 | 与 死 球 | 奪 三 振 | 暴 投 | ボ 丨 ク | 失 点 | 自 責 点 | 防 御 率 | W H I P |
| -------- | -------- | ----- | ----- | ----- | ----- | -------- | ----- | ----- | -------- | ----------- | ----- | ----- | -------- | -------- | ----------- | -------- | ----- | -------- | -------- | ----- | -------- | ----- | -------- | -------- | ------- |
| 2023     | OAK      | 2     | 0     | 0     | 0     | 0        | 0     | 0     | 0        | 0           | ----  | 10    | 1.2      | 4        | 1           | 2        | 0     | 0        | 0        | 0     | 0        | 2     | 2        | 10.80    | 3.60    |
| MLB：1年 | MLB：1年 | 2     | 0     | 0     | 0     | 0        | 0     | 0     | 0        | 0           | ----  | 10    | 1.2      | 4        | 1           | 2        | 0     | 0        | 0        | 0     | 0        | 2     | 2        | 10.80    | 3.60    |

- 2024年度シーズン終了時

### 年度別守備成績
投手守備
| 年 度 | 球 団 | 投手（P） | 投手（P） | 投手（P） | 投手（P） | 投手（P） | 投手（P） |
| 年 度 | 球 団 | 試 合     | 刺 殺     | 補 殺     | 失 策     | 併 殺     | 守 備 率  |
| ----- | ----- | --------- | --------- | --------- | --------- | --------- | --------- |
| 2023  | OAK   | 2         | 0         | 0         | 0         | 0         | ----      |
| MLB   | MLB   | 2         | 0         | 0         | 0         | 0         | ----      |

捕手守備
| 年 度 | 球 団 | 捕手（C） | 捕手（C） | 捕手（C） | 捕手（C） | 捕手（C） | 捕手（C） | 捕手（C） | 捕手（C） | 捕手（C） | 捕手（C） | 捕手（C） |
| 年 度 | 球 団 | 試 合     | 刺 殺     | 補 殺     | 失 策     | 併 殺     | 守 備 率  | 捕 逸     | 企 図 数  | 許 盗 塁  | 盗 塁 刺  | 阻 止 率  |
| ----- | ----- | --------- | --------- | --------- | --------- | --------- | --------- | --------- | --------- | --------- | --------- | --------- |
| 2015  | LAA   | 80        | 545       | 71        | 5         | 1         | .992      | 7         | 66        | 41        | 25        | .379      |
| 2016  | LAA   | 82        | 571       | 43        | 3         | 7         | .995      | 4         | 56        | 35        | 21        | .375      |
| 2017  | LAA   | 10        | 44        | 7         | 2         | 1         | .962      | 2         | 9         | 5         | 4         | .444      |
| 2018  | ATL   | 6         | 47        | 4         | 1         | 0         | .981      | 0         | 5         | 3         | 2         | .400      |
| 2018  | TEX   | 19        | 123       | 8         | 1         | 1         | .992      | 3         | 10        | 6         | 4         | .400      |
| '18計 | TEX   | 25        | 170       | 12        | 2         | 1         | .989      | 3         | 15        | 9         | 6         | .400      |
| 2023  | OAK   | 31        | 242       | 14        | 2         | 1         | .992      | 2         | 22        | 14        | 8         | .364      |
| MLB   | MLB   | 228       | 1572      | 147       | 14        | 11        | .992      | 18        | 168       | 104       | 64        | .381      |

一塁守備
| 年 度 | 球 団 | 一塁（1B） | 一塁（1B） | 一塁（1B） | 一塁（1B） | 一塁（1B） | 一塁（1B） |
| 年 度 | 球 団 | 試 合      | 刺 殺      | 補 殺      | 失 策      | 併 殺      | 守 備 率   |
| ----- | ----- | ---------- | ---------- | ---------- | ---------- | ---------- | ---------- |
| 2015  | LAA   | 2          | 4          | 1          | 0          | 0          | 1.000      |
| 2016  | LAA   | 1          | 2          | 0          | 0          | 1          | 1.000      |
| 2023  | OAK   | 15         | 52         | 4          | 0          | 5          | 1.000      |
| MLB   | MLB   | 18         | 58         | 5          | 0          | 6          | 1.000      |

左翼守備
| 年 度 | 球 団 | 左翼（LF） | 左翼（LF） | 左翼（LF） | 左翼（LF） | 左翼（LF） | 左翼（LF） |
| 年 度 | 球 団 | 試 合      | 刺 殺      | 補 殺      | 失 策      | 併 殺      | 守 備 率   |
| ----- | ----- | ---------- | ---------- | ---------- | ---------- | ---------- | ---------- |
| 2023  | OAK   | 1          | 0          | 0          | 0          | 0          | ----       |
| MLB   | MLB   | 1          | 0          | 0          | 0          | 0          | ----       |

- 2024年度シーズン終了時

### 背番号
- 58（2015年 - 2017年）
- 61（2018年 - 同年途中）
- 60（2018年途中 - 同年終了）
- 44（2023年）